# Crocidura macowi
Crocidura macowi — вид ссавців родини Soricidae. Це ендемік гори Ньїро на півночі Кенії. Це невелика землерийка з темно-коричневим спинним покривом і та сірувато-коричневим або шиферно-сірим черевним покривом.